# Ле-Порт-дю-Когле
Ле-Порт-дю-Когле (фр. Les Portes du Coglais) — муніципалітет у Франції, у регіоні Бретань, департамент Іль і Вілен. Ле-Порт-дю-Когле утворено 1 січня 2017 року шляхом злиття муніципалітетів Когле, Ла-Сель-ан-Когле i Монтур. Адміністративним центром муніципалітету є Монтур. Населення — 2256 осіб (01.01.2021).